# Loucif Hamani
Pour les articles homonymes, voir Hamani.
Loucif Hamani (en kabyle : Luṣif Ḥamani), né le 15 mai 1950 à Aïn El Hammam en Algérie et mort le 9 novembre 2021 à Vitry-sur-Seine (France), est un boxeur algérien. Il a notamment été champion d'Afrique ABU des poids super-welters en 1976 et 1977.

## Biographie
Loucif Hamani est né le 15 mai 1950 dans le village d'Igoufaf dans la commune d'Aït Yahia dans la Wilaya de Tizi Ouzou.
Il fait ses débuts dans la boxe en 1962 et passe professionnel en mars 1973 dans la catégorie des poids moyens.
Auparavant, Hamani participe aux Jeux olympiques d'été de 1972 à Munich, où il est éliminé en quarts de finale dans la catégorie des poids super-welters par le Britannique Alan Minter. Il est médaillé d'or dans cette catégorie aux Jeux africains de Lagos en 1973.
En 1976, il bat aux points à Paris Emile Griffith puis devient champion d'Afrique des super welters ABU aux dépens de Sea Robinson, titre qu'il conserve contre Simon Bereck Rifoey le 20 octobre 1977. Sa carrière est également marquée par son combat contre Marvin Hagler le 16 février 1980 (défaite par KO au second round). En 2005, il reçoit le Gant d’or d’Afrique « pour l’ensemble de sa carrière ».
En 1974, il apparaît dans le film Juliette et Juliette de Remo Forlani, où il affronte le personnage incarné par Pierre Richard.

### Mort
Loucif Hamani est mort le 9 novembre 2021 à l'hôpital de Vitry-sur-Seine de la maladie de Parkinson.

### Famille
Son fils Rachid a aussi exercé la boxe, il a été champion d'Algérie et d'Afrique amateur et vainqueur des Jeux méditerranéens (Pescara, Italie, 2009).